# Klucké Chvalovice
Klucké Chvalovice (německy Klukser Chwalowitz) jsou vesnice, místní část obce Zbýšov v okrese Kutná Hora. Nachází se asi 2,5 kilometru východně od Zbýšova. Vesnicí protéká Vranidolský potok, který je pravostranným přítokem Jánského potoka. Klucké Chvalovice jsou také název katastrálního území o rozloze 5,1 km².

## Historie
První písemná zmínka o vesnici pochází z roku 1341.

## Pamětihodnosti
- Usedlosti čp. 10 a 11 a 14
- Dům čp. 7

## Osobnosti
- Milan Zelený (1942–2023) – ekonom[4]

## Fotogalerie

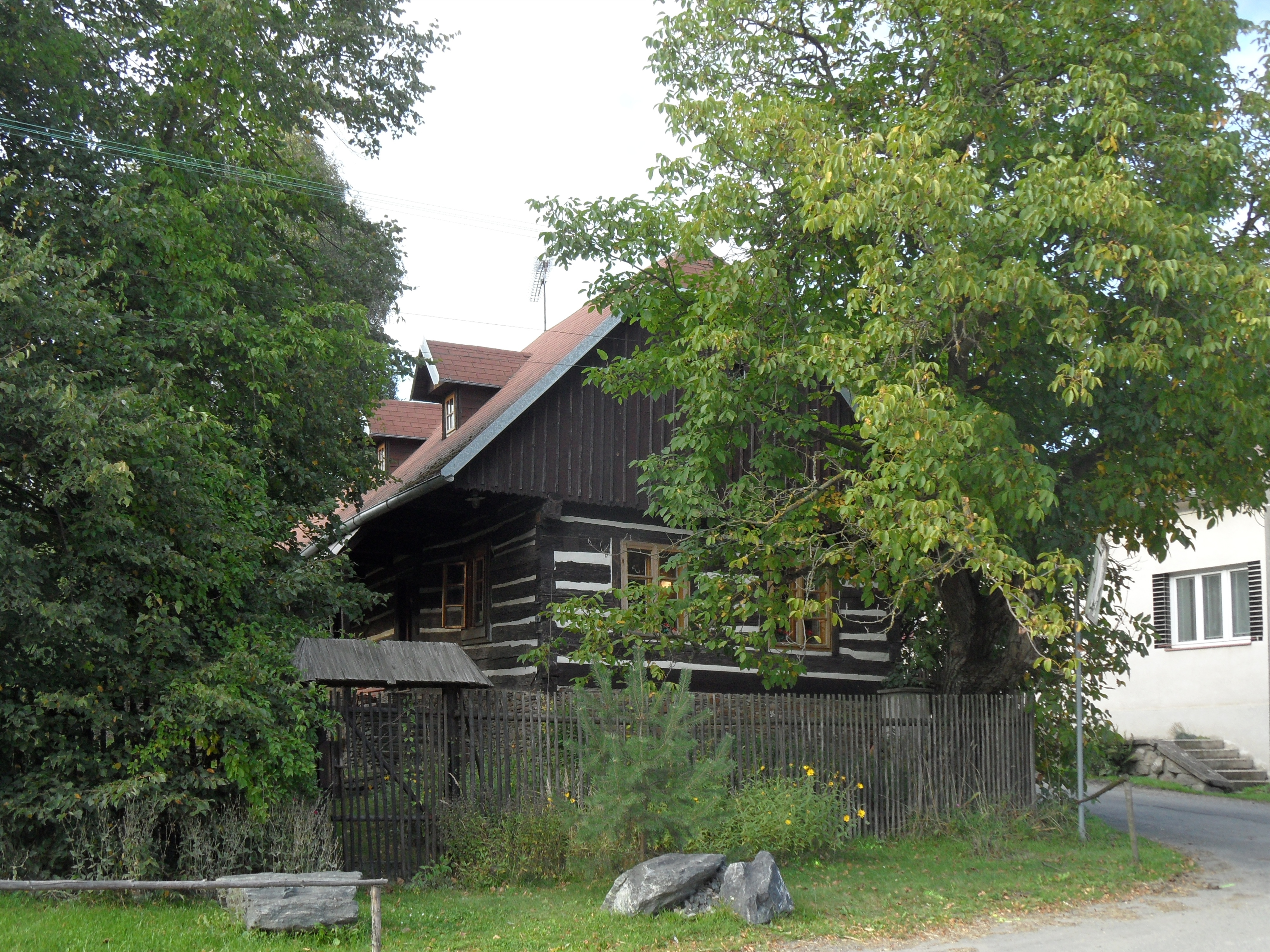
Roubenka
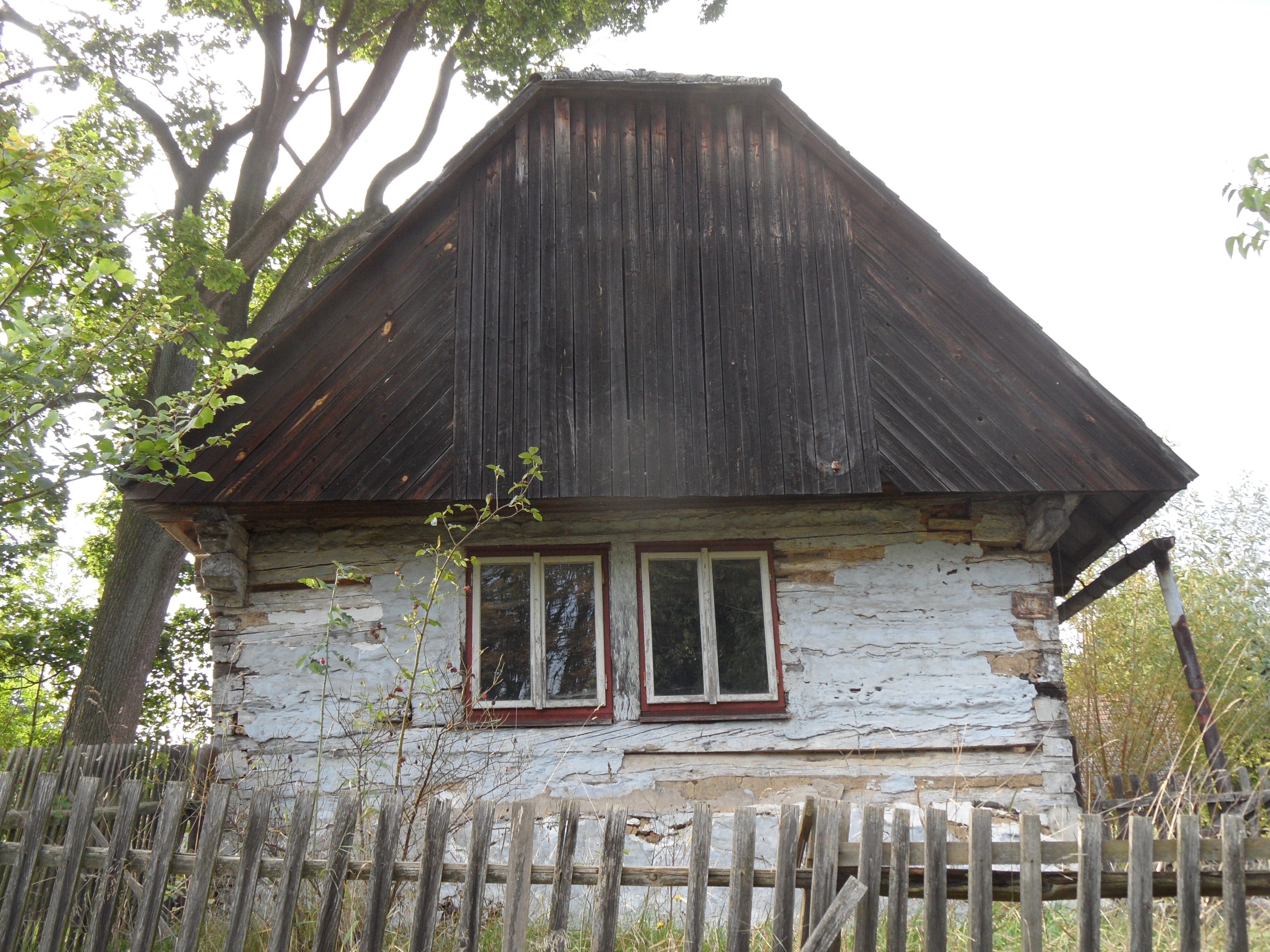
Venkovská usedlost
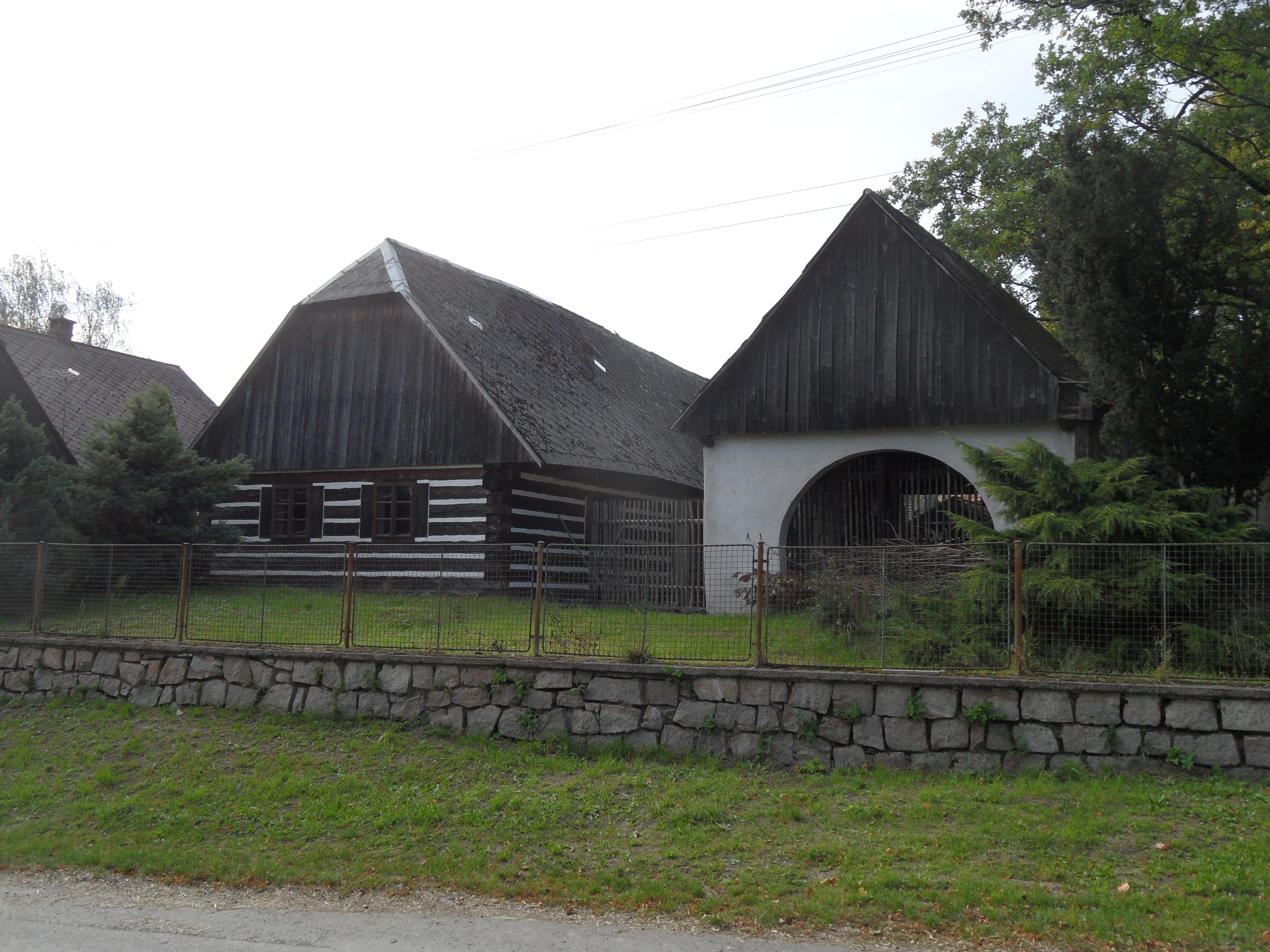
Dvojice stavení
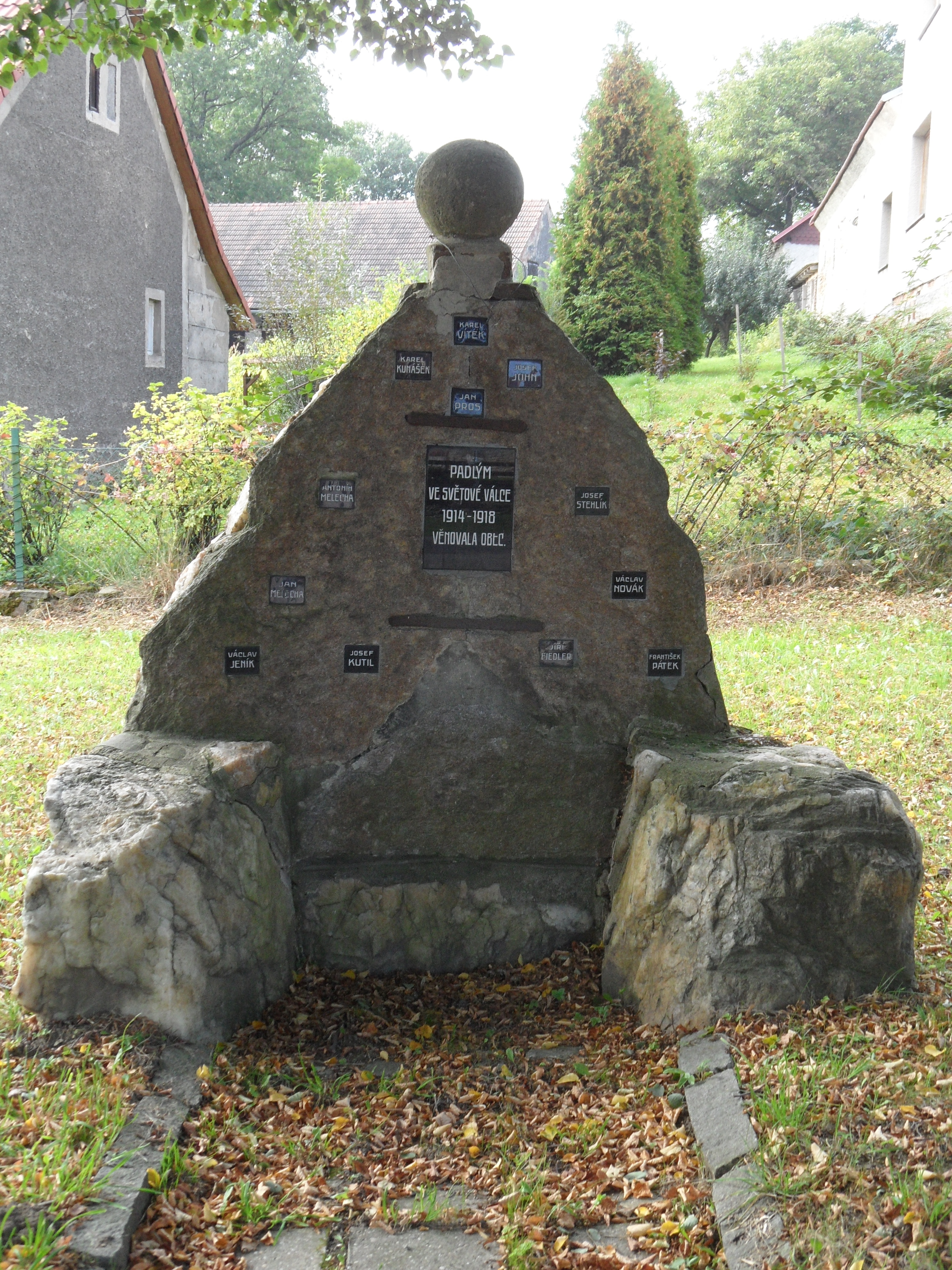
Památník obětem první světové války